# Comté de Yunlin
 (mai 2012).
Si vous disposez d'ouvrages ou d'articles de référence ou si vous connaissez des sites web de qualité traitant du thème abordé ici, merci de compléter l'article en donnant les références utiles à sa vérifiabilité et en les liant à la section « Notes et références ».
Le comté de Yunlin (chinois : 雲林 ;  pinyin : Yúnlín Xiàn ; taigi POJ : Hûn-lîm-koān ; Hakka PFS : Yùn-lìm-yen) est un comté de République de Chine (Taïwan). Il est délimité à l’ouest par le détroit de Taïwan, à l’est par le comté de Nantou, au nord par le Comté de Changhua et au sud par le comté de Chiayi. Yunlin s’inscrit dans la plaine Chianan, propice à l’agriculture. Les produits agricoles du comté incluent le pomélo, les feuilles de thé, le suancai, la papaye et le melon. Sa capitale est la ville Touliu. Yunlin est une des comtés les moins développés de Taïwan et souffre d’une émigration importante. Il représente 1 291 km² pour une population totale de 750 000 habitants.

## Histoire

### Formose néerlandaise
Pendant l’occupation néerlandaise, Ponkan (aujourd’hui Beigang) est une importante place forte.

### Dynastie Qing
Le comté de Yunlin est établi pendant la domination Qing. A l’origine divisé en trois comtés, Liu Mingchuan, gouverneur de Taïwan, réorganise l’administration de l’île. L’ancien comté de Zhuluo, dont les frontières montagneuses rendent les communications difficiles avec ses voisins, est divisé en plusieurs comtés plus petits, dont celui de Yunlin, pour une administration plus efficace. En 1887, Yunlin devient un des quatre comtés de la nouvelle Préfecture de Taïwan.

### Empire du Japon
Intégré à l’empire du Japon, le comté de Yunlin est supprimé et intégré à la préfecture de Taïnan. La ville de Toroku (斗六街, aujourd’hui Touliu) est une importante aire urbaine du centre de Taïwan.

### République de Chine
Après la rétrocession de Taïwan à la République de Chine le 25 octobre 1945, Yunlin reste compris dans le comté de Taïnan. C’est le 16 août 1950 que le comté de Yunlin est rétabli, avec Touliu comme capitale. Le 25 décembre 1981, la ville de Touliu change de subdivision administrative et devient une ville administrée par le comté.

## Géographie
Le comté de Yunlin est situé dans la partie occidentale de l'île de Taïwan, à l’extrémité nord de la plaine Chianan. Le comté est délimité à l’ouest par le détroit de Taïwan, à l’est par le comté de Nantou, au nord par le Comté de Changhua (et séparé par la rivière Zhuoshui) et au sud par le comté de Chiayi (séparé par la rivière Beigang). Il s’étend sur 50 kilomètres d’est en ouest et sur 38 kilomètres du nord au sud, couvrant une surface de 1291 km2.

## Climat
Le comté connaît un climat tropical, avec une température moyenne de 22,6°C et des précipitations annuelles de 1028,9 mm.

## Subdivisions administratives
Le comté comporte 1 ville, 5 communes urbaines et 14 communes rurales.

### Ville
1. Touliu

### Communes urbaines
1. Beigang
2. Dounan
3. Huwei
4. Tuku
5. Xiluo

### Communes rurales
1. Baozhong
2. Citong
3. Dapi
4. Dongshi
5. Erlun
6. Gukeng
7. Kouhu
8. Linnei
9. Lunbei
10. Mailiao
11. Shuilin
12. Sihu
13. Taixi
14. Yuanchang

La ville de Touliu est le chef-lieu du comté et abrite le gouvernement du comté ainsi que son conseil régional. Le magistrat du comté (le chef de son exécutif) est Chang Li-shan, du parti Kuomintang.
Lors des élections législatives de 2020, le comté a élu deux députés du Parti Démocrate Progressiste, Su Chin-feng et Liu Chien-kuo. 

## Économie
L’économie du comté de Yunlin dépend essentiellement de la production agricole, bien que plusieurs zones industrielles soient présentes.

### Agriculture
Les exploitations agricoles représentent 68% de la superficie du comté de Yunlin. Un climat clément et de terres fertiles permettent une agriculture diversifiée : café, tilapia de Taïwan, pamplemousse, soja, chou, cacahuète, sésame…

### Pêche
Les plus importants ports de pêche sont Boziliao, Santiaolun, Taixi, Taizicun et Jinhu.

### Elevage
Les fermes d’élevage incluent les cochons, les vaches, les poulets, les oies et les canards.

## Éducation
Le comté accueille quatre universités : l’université médicale chinoise (campus de Beigang), l’université nationale de Yunlin en science et technologie, l’université nationale de Formose et l’université TransWorld. Il y a également 8 lycées publics et 9 privées, 32 collèges et 156 écoles élémentaires.

## Energie

### Electricité
L’unique centrale électrique du comté de Yunlin est la centrale de Mailiao, dans la ville de Mailiao. Mise en service en juillet 1999, avec une capacité de 4200 MW, il s’agit de la troisième plus importante centrale à charbon de Taïwan.

### Eau
La plupart des résidences du comté utilisent les eaux souterraines comme source d’approvisionnement. En 2016, le barrage de Touliu est mis en service et son réservoir est utilisé pour répondre aux besoins en eau des habitants du comté.

## Attractions touristiques

### Bâtiments historiques
Les bâtiments historiques du comté incluent la Maison des citoyens, l’Académie Jhen Wen, la demeure historique Erlun et le théâtre Xiluo.

### Sites pittoresques
Le village de Caoling est reconnu pour ses paysages montagneux.

### Temples
Les temples les plus importants du comté incluent :
-         Le temple Chaotian de Beigang, un des plus importants temples de Mazu à Taïwan
-         Le temple Wude de Beigang
-         Le temple Guangfu de Xiluo
-         Le temple Fuxing de Xiluo
-         Le temple Yong’an de Mailiao

### Musées et centres culturels
Le comté de Yunlin compte plusieurs musées et centres culturels, dont les plus importants sont le centre culturel de Beigang, le musée du miel à Gukeng, le musée des marionnettes à gaine de Huwei ou encore le centre culturel Zhaoan Hakka de Lunbei.

### Parcs d’attraction
Le parc Janfusun Fancyworld se trouve dans la ville de Gukeng du comté de Yunlin.

## Transports

### Ferroviaires
La gare de Yunlin du train à grande vitesse taïwanais est située dans la ville de Huwei. L'Administration des chemins de fer de Taïwan (en) possède des gares à Linnei, Shiliu, Touliu, Dounan et Shigui.

### Routiers
Les autoroutes nationales 1 et 3 traversent le comté de Yunlin.

### Aérien
Le comté de Yunlin ne possède pas d’aéroport. L’aéroport le plus proche est l’aéroport de Chiayi dans le comté de Chiayi voisin.  